# Бекташ, Байрам
Байрам Кадир Бекташ (тур. Bayram Kadir Bektaş; род. 10 февраля 1974, Трабзон) — турецкий футболист и футбольный тренер.

## Карьера игрока
Байрам Бекташ — воспитанник французского клуба «Осер». Свою карьеру футболиста он начинал в 1994 году в клубе турецкой Третьей лиги «Биледжикспор». В 1995 году Бекташ стал игроком команды Второй лиги «Сарыер», с которым по итогам сезона 1995/96 завоевал место в Первой лиге. 10 августа 1996 года Бекташ дебютировал в главной турецкой лиге, выйдя в основном составе в домашнем поединке против «Денизлиспора». Спустя два месяца он забил свой первый гол на высшем уровне, ставший победным в домашнем матче с «Анкарагюджю». В сезоне 1997/98 Байрам Бекташ выступал за другой клуб Первой лиги «Антальяспор», а в сезоне 1998/99 — за измирский «Алтай». В конце 1999 года он перешёл в «Бешикташ», где играл до 2003 года.

## Тренерская карьера
Свою тренерскую карьеру Байрам Бекташ начинал, работая ассистентом главного тренера в различных турецких клубах: «Буджаспоре», «Эскишехирспоре», «Элязыгспоре», «Газиантепе ББ», а также в катарском «Умм-Салале». 21 апреля 2015 года он возглавил середняка Первой лиги «Элязыгспор». В следующем сезоне «Элязыгспор» под его руководством уже входил в число лидеров Первой лиги, но 12 ноября 2015 года Бекташ ушёл с должности по взаимному соглашению с руководством клуба. Спустя почти месяц он возглавил другую команду Первой лиги «Газиантеп ББ». В ноябре 2016 года Бекташ вернулся на пост главного тренера «Элязыгспора», который под его началом финишировал в середине турнирной таблицы Первой лиги 2016/17. В сезоне 2017/18 он работал наставником «Умраниеспора».